# وادي السد (المدينة المنورة)
وادي السد أحد أودية المدينة المنورة.

## الوصف
يقع الوادي إلى الجهة الجنوبية من المدينة المنورة، وإلى الغرب من طريق مكة السريع، وهو منطقة جبلية متباينة الارتفاعات، يتخللها شعاب وأراضي صالحة للزراعة. وعلى بعد ثمانية كيلومترات من طريق المدينة ومكة، عند تقاطع طريق سباق الخيل باتجاه الشرق توجد آثار قديمة لمنشآت مائية مثل السد الذي يقع على فتحة الوادي بين جبلي العُريْضة والخضيرة، ويصل طوله إلى نحو 145م، وقنوات تصريف للمياه، وآثار بنائية متفرقة شمالاً وغربًا. ويتضح من خلال هذه الآثار الباقية أنها كانت ضيعة كبيرة، ربما لأحد وجهاء المدينة في الفترة الإسلامية المبكرة، ويطلق أبناء البادية المقيمون بهذه المنطقة عليها اسم الروضة.